# Bacax
Bacax est une divinité libyque de la grotte du Mont Taya, à une trentaine de kilomètres de Thibilis, à Guelma (Algérie), c'est la seule divinité de grotte qui soit connue. Gabriel Camps considère que le culte à la montagne et aux grottes est une constante chez les Berbères car « l’enfoncement de la grotte au sein de la terre permet la communication avec les divinités chtoniennes et peut-être avec la divinité suprême ». Des cérémonies et des sacrifices offerts par les magistrats de Thibilis y avaient lieu entre mars et mai, pour lesquelles des inscriptions sur les parois de la grotte datées de 210 à 284 ap. J.-C. ont été conservées,.